# العلاقات البنينية التنزانية
العلاقات البنينية التنزانية هي العلاقات الثنائية التي تجمع بين بنين وتنزانيا.

## مقارنة بين البلدين
هذه مقارنة عامة ومرجعية للدولتين:
| وجه المقارنة                                              | بنين            | تنزانيا                        |
| --------------------------------------------------------- | --------------- | ------------------------------ |
| المساحة (كم2)                                             | 114.76 ألف      | 947.30 ألف                     |
| عدد السكان (نسمة)                                         | 11.18 مليون     | 57.31 مليون                    |
| الكثافة السكانية (ن./كم²)                                 | 97.42           | 60.5                           |
| العاصمة                                                   | بورتو نوفو      | دودوما                         |
| اللغة الرسمية                                             | لغة فرنسية      | اللغة السواحلية، لغة إنجليزية  |
| العملة                                                    | فرنك غرب أفريقي | شيلينغ تانزاني                 |
| الناتج المحلي الإجمالي (بليون دولار)                      | 9.27 مليار      | 52.09 مليار                    |
| الناتج المحلي الإجمالي (تعادل القوة الشرائية) بليون دولار | 22.38 مليار     | 138.73 مليار                   |
| الناتج المحلي الإجمالي الاسمي للفرد دولار أمريكي          | 762             | 878                            |
| الناتج المحلي الإجمالي للفرد دولار أمريكي                 | 2.03 ألف        | 2.54 ألف                       |
| مؤشر التنمية البشرية                                      | 0.480           | 0.521                          |
| رمز المكالمات الدولي                                      | +229            | +255                           |
| رمز الإنترنت                                              | .bj             | .tz                            |
| المنطقة الزمنية                                           | ت ع م+01:00     | ت ع م+03:00، توقيت شرق أفريقيا |

## منظمات دولية مشتركة
يشترك البلدان في عضوية مجموعة من المنظمات الدولية، منها:
| علم المنظمة | اسم المنظمة                                 | تاريخ انضمام بنين | تاريخ انضمام تنزانيا |
| ----------- | ------------------------------------------- | ----------------- | -------------------- |
|             | مؤسسة التنمية الدولية                       | 16 سبتمبر 1963    | 6 نوفمبر 1962        |
|             | يونسكو                                      | 18 أكتوبر 1960    | 6 مارس 1962          |
|             | وكالة ضمان الاستثمار متعدد الأطراف          | 26 سبتمبر 1994    | 19 يونيو 1992        |
|             | الأمم المتحدة                               | 20 سبتمبر 1960    | 14 ديسمبر 1961       |
|             | مجموعة دول أفريقيا والكاريبي والمحيط الهادئ | ?                 | ?                    |
|             | الاتحاد البريدي العالمي                     | ?                 | ?                    |
|             | البنك الدولي للإنشاء والتعمير               | 10 يوليو 1963     | 10 سبتمبر 1962       |
|             | الاتحاد الدولي للاتصالات                    | 1961              | 31 أكتوبر 1962       |
|             | منظمة حظر الأسلحة الكيميائية                | ?                 | ?                    |
|             | مؤسسة التمويل الدولية                       | 5 فبراير 1987     | 10 سبتمبر 1962       |
|             | المركز الدولي لتسوية المنازعات الاستشارية   | 14 أكتوبر 1966    | 17 يونيو 1992        |
|             | منظمة التجارة العالمية                      | ?                 | 1995                 |
|             | منظمة الشرطة الجنائية الدولية               | ?                 | ?                    |
|             | الاتحاد الأفريقي                            | ?                 | 16 يناير 1964        |
|             | البنك الإفريقي للتنمية                      | ?                 | ?                    |

## وصلات خارجية
- موقع وزارة الخارجية البنينية
- موقع وزارة الخارجية التنزانية